# Яшково (Сьремський повіт)
Яшково (пол. Jaszkowo) — село в Польщі, у гміні Бродниця Сьремського повіту Великопольського воєводства.
Населення — 190 осіб (2011).
У 1975-1998 роках село належало до Познанського воєводства.

## Демографія
Демографічна структура станом на 31 березня 2011 року:
|          | Загалом | Допрацездатний вік | Працездатний вік | Постпрацездатний вік |
| -------- | ------- | ------------------ | ---------------- | -------------------- |
| Чоловіки | 97      | 16                 | 76               | 5                    |
| Жінки    | 93      | 23                 | 58               | 12                   |
| Разом    | 190     | 39                 | 134              | 17                   |